# レゴランド・フロリダ
レゴランド・フロリダ (LEGOLAND Florida Resort) は、2011年にアメリカ、フロリダ州のウィンターヘイブンに開園した「レゴ」を題材としたレゴランドで2番目の広さの面積のテーマパークである。

## 概要
レゴランド・フロリダ・リゾートには、植物園、ウォーターパーク、レストラン、ショップ、ホテルに加えて、レゴランド・パーク内はショー、30を超えるアトラクションがあり、全体で「レゴランド・フロリダ・リゾート」と呼ばれている。
公園の面積は 0.59 km2 で、英国のレゴランド・ウィンザーに次いで2番目に大きいレゴランド・パークである。

## 歴史
公園の現在位置が上にあった1936年にサイプレスガーデンアドベンチャーパークがあり、このパークは、破産が避けられなくなっため、閉園した。
そのためレゴランド公園を実現し、建設上立地が良いため約1年半後、レゴランド・フロリダは2011年10月15日に正式にオープンした。

## シーライフセンター
レゴランドを経営するマーリン・エンターテイメンツが運営する体験型の水族館。
タッチプールなどがある。